# إريك مارين
إريك مارين (بالإسبانية: Erick Marín)‏ هو لاعب كرة قدم ومدرب كرة قدم مكسيكي في مركز الهجوم، ولد في 27 مارس 1977 في أكابولكو في المكسيك. لعب مع كروز آزول.